# 憤怒的二十年代
是一部1939年的美國犯罪驚悚電影，由魯爾·窩路殊執導，編劇是傑里·沃爾德、Richard Macaulay和罗伯特·罗森。主演是詹姆斯·卡格尼、普里斯利拉·蓮恩、堪富利·保加及格拉迪斯·喬治。這部史詩電影內容跨越1919年與1933年之間的時期。
本片改編自專欄作家馬克·海林格的短篇小說《The World Moves On》。本片被稱讚為黑幫電影類型的經典作品，也被認為向早期1930年代的經典黑幫電影致敬。
《憤怒的二十年代》是第三部及最後一部卡格尼與保加合作的電影，另外兩部分別是1938年的《狂徒淚》和1939年的《The Oklahoma Kid》。

## 劇情
第一次世界大戰期間，三名男人在一個散兵坑中相遇：Eddie Bartlett、George Hally和Lloyd Hart，並經歷了在康邊停戰協定，之後的第十八修正案所導致的1920年代的禁酒令時期和暴力事件，以及在1929年股市崩盤一直持續到1933年底結束的禁酒令所帶來的考驗和困苦。
第一次世界大戰後，Lloyd Hart開始他的律師生涯、前酒館管理員George Hally成為了一名私酒販，而車庫修理工Eddie Bartlett發現他的舊工作被人填補。在他朋友Danny Green的建議下，Eddie成為出租車司機。在不知不覺中送貨給Panama Smith一包酒時，他被捕了。Panama被判無罪，Eddie在短暫監禁後，他們一起開始私酒生意。Eddie利用一隊出租車來送酒，他僱傭Lloyd為他的律師來處理他的法律問題。他重新遇到在戰爭期間通信的女孩Jean Sherman，她曾在高中就讀，現在已是一名在夜總會工作的成年人。Eddie給她一份在Henderson的歌舞餐廳中唱歌的工作，而Panama是餐廳的女主人。Eddie希望Jean成為他的妻子，給了她一顆訂婚戒指，他要求她堅持下去，直到他儲備足夠的錢來退出犯罪勾當。
Eddie和他的心腹劫持了一船酒，酒是屬於同行私酒販而拒絕與他合作的Nick Brown。船上的酒運輸負責人是George，他建議Eddie與他成為合作夥伴。Eddie同意並回到家中，他們通知當局有關其中一個Brown的酒類貨物。貨物被沒收後，Eddie和George率領搶劫倉庫並將其偷走。當他們要離開的時候，George認識到其中一位警備員是他不喜歡的前任軍士，並且謀殺他。在得知這起謀殺案後，Lloyd退出，而George威脅他如果他告發他們的話，就會殺死他。隨著私酒活動的繁榮，Eddie派Danny去安排與Brown休戰，但Danny的屍體在Panama俱樂部的門前被掉下。Eddie要向Brown報復，但George現在對Eddie日益強大的勢力感到氣憤，而他向Brown通風報信。槍戰發生，Eddie在逃跑時殺死了Brown。懷疑George背叛他但無法證明這一點，Eddie解散了他們的合夥關係。
Eddie發現Jean從未真正愛過他，事實上她愛上了Lloyd，令事情繼續惡化。隨後，在股市上投機後，Eddie的私酒帝國在1929年股災中破裂了。他被迫把出租車公司以低於公司價值的價格出售給George。George嘲弄地留下一輛出租車給Eddie，確切預見到Eddie很快就會墮落得如此之低，以至於他只能成為一名區區的出租車司機。
意外地有一天，Jean乘坐Eddie的出租車，他重新結識她和Lloyd，並與他們幼小的兒子見面。Lloyd現在是與地方檢察官員工作，Eddie知道該官員正在準備對George提起訴訟。Eddie提醒Lloyd，George將繼續對Lloyd進行威脅。這次遭遇讓Eddie感到沮喪，因為他仍然愛著Jean，而他變成了酒鬼，儘管在他進行私酒生意的幾年裡他從來沒有喝過酒。
當Jean發現George確實計劃要殺害Lloyd時，她懇求醉酒的Eddie幫助。他最初拒絕，但最終決定去George的家，求他寬待那對夫妻。在那裡，Eddie又被George嘲笑他的寒酸樣子。George不僅拒絕取消對Lloyd的攻擊，而且他決定也要殺死Eddie，因為他現在認為Eddie會通知警察來幫助Jean。結果發生了一場槍戰，Eddie殺死了George和他的一些手下，為他自己贖罪。
跑到外面後，Eddie被George的其中一名手下從背後開槍擊中，並在附近教堂的台階上倒下來。在警察逮捕了George幫派的其餘成員時，Panama跑到Eddie身邊，抱著他屍體。當一名警察開始詢問Eddie是誰時，她回答說：「他曾經是名大人物。」（"He used to be a big shot."）

## 演員

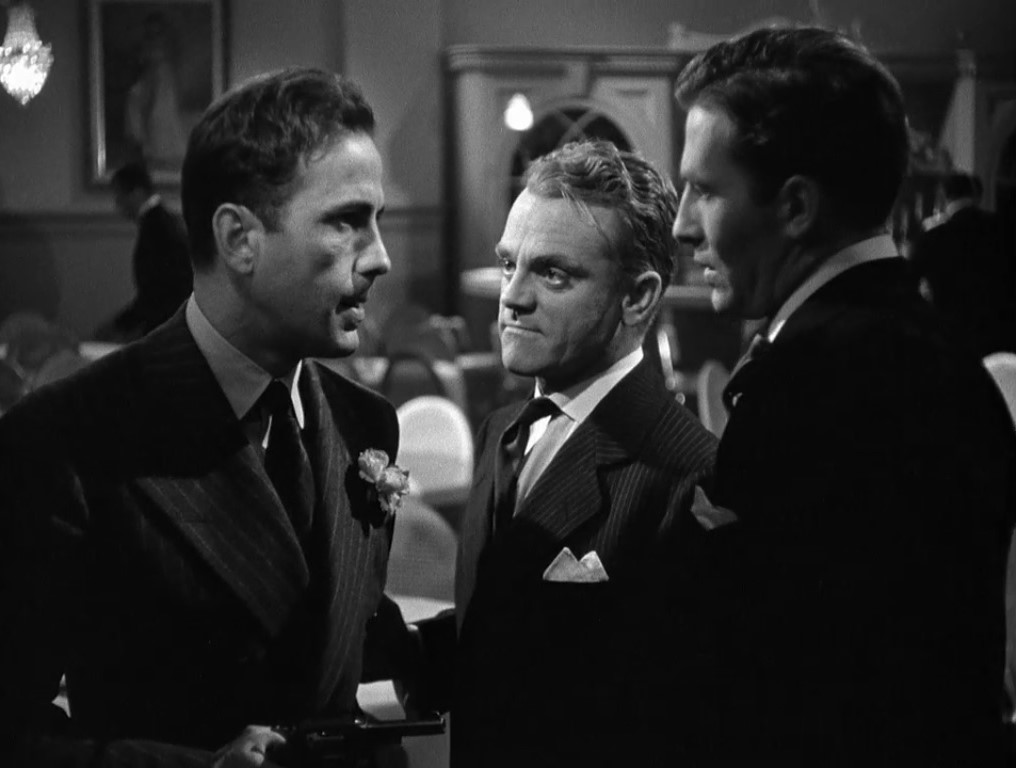
堪富利·保加、詹姆斯·卡格尼及傑佛瑞·林恩

- 詹姆斯·卡格尼 飾 Eddie Bartlett
- 普里斯利拉·蓮恩（英语：Priscilla Lane） 飾 Jean Sherman
- 堪富利·保加 飾 George Hally
- 格拉迪斯·喬治（英语：Gladys George） 飾 Panama Smith
- 傑佛瑞·林恩（英语：Jeffrey Lynn） 飾 Lloyd Hart
- Frank McHugh（英语：Frank McHugh） 飾 Danny Green
- 喬治·米克爾（英语：George Meeker） 飾 Harold Masters
- 保羅·凱利（英语：Paul Kelly (actor)） 飾 Nick Brown
- Elisabeth Risdon（英语：Elisabeth Risdon） 飾 Mrs. Sherman
- 艾華·凱恩（英语：Edward Keane (actor)） 飾 Pete Henderson
- 喬·索耶（英语：Joe Sawyer） 飾 Sergeant Pete Jones
- 阿伯納·比伯曼（英语：Abner Biberman） 飾 Lefty
- 約翰·漢密爾頓（英语：John Hamilton (actor)） 飾 Judge
- 羅拔·埃利奧特（英语：Robert Elliott (actor)） 飾 第一名偵探
- Eddie Chandler 飾 第二名偵探
- 維拉·劉易斯（英语：Vera Lewis） 飾 Mrs. Gray

未掛名演員
- 旁白是John Deering
- Elliott Sullivan 飾 與Eddie同牢房的人
- 帕特·奧莫利（英语：Pat O'Malley (actor)） 飾 獄卒
- Bert Hanlon 飾 鋼琴伴奏
- 約瑟·克萊漢（英语：Joseph Crehan） 飾 Mr. Fletcher，工頭
- 莫瑞·阿柏（英语：Murray Alper） 飾 第一名技工
- 迪克·威塞爾（英语：Dick Wessel） 飾 第二名技工
- George Humbert（英语：George Humbert） 飾 Luigi，餐廳東主
- 班·韋爾登（英语：Ben Welden） 飾 客棧東主
- 克萊·克萊門特（英语：Clay Clement） 飾 Bramfield，代理人
- Don Thaddeus Kerr 飾 Bobby Hart
- Ray Cook 飾 勤務兵
- Norman Willis 飾 私酒販
- 阿圖·洛夫特（英语：Arthur Loft） 飾 釀酒場東主
- 阿爾·希爾（英语：Al Hill (actor)）、雷蒙·貝利（英语：Raymond Bailey）、萊·哈維（英语：Lew Harvey） 飾 Ex-Cons
- Joe Devlin和Jeffrey Sayre 飾 Order-Takers
- Paul Phillips 飾 Mike
- Bert Hanlon 飾 鋼琴演奏者
- 傑克·諾頓（英语：Jack Norton） 飾 酒鬼
- 阿倫·布里奇（英语：Alan Bridge） 飾 隊長
- 佛瑞德·格雷厄姆（英语：Fred Graham (actor)） 飾 侍從
- James Blaine 飾 看門人
- Henry C. Bradley和露蒂·威廉斯（英语：Lottie Williams） 飾 餐廳裏的一對夫婦
- 約翰·哈龍（英语：John Harron） 飾 士兵
- 李·菲爾普斯（英语：Lee Phelps） 飾 法警
- Nat Carr（英语：Nat Carr） 飾 服務生
- 韋德·博泰拉（英语：Wade Boteler） 飾 警察
- 克雷頓·海爾（英语：Creighton Hale） 飾 顧客
- Ann Codee（英语：Ann Codee） 飾 女售貨員
- 埃迪·阿考夫（英语：Eddie Acuff）、米爾頓·吉比（英语：Milton Kibbee）、約翰·李奇利（英语：John Ridgely） 飾 出租車司機
- 貝絲·弗拉沃斯（英语：Bess Flowers） 飾 夜總會贊助人
- 法蘭克·威爾考克斯（英语：Frank Wilcox） 飾 中央車站的出租車司機

## 製作
格拉迪斯·喬治取代安·謝里丹飾演Panama Smith這名角色，而謝里丹在之前取代李·帕特里克，而帕特里克在之前取代格蘭達·法雷爾。
阿納托爾·利特瓦克是原本的導演。

## 外部連結
- 互联网电影数据库（IMDb）上《憤怒的二十年代》的资料（英文）
- TCM电影资料库上《憤怒的二十年代》的资料（英文）
- AllMovie上《憤怒的二十年代》的资料（英文）
- 美国电影学会目录上的《The Roaring Twenties》（英文）
- The Roaring Twenties （页面存档备份，存于） at Virtual History